# Сімейка Крудсів
«Сімейка Крудсів» (англ. The Croods) — анімаційний фільм від DreamWorks Animation, який вийшов у 2013 році. Одним із режисерів та співавторів сценарію мультфільму став Кріс Сандерс, який раніше працював над стрічками «Ліло і Стіч», «Мулан» і «Як приборкати дракона».

## Сюжет
Це динамічна і яскрава стрічка про первісну родину Крудс, яка після жахливого землетрусу змушена вирушити на пошуки нового житла. Дорогою на них чекає багато пригод і революційних відкриттів (наприклад, ми дізнаємося, як робили перші фотографії). Життя Крудсів, та й усього світу, зміниться назавжди. Події розгортаються в доісторичні часи, коли люди ще не знали, що таке вогонь. Однак, їх внутрішньосімейні проблеми близькі й зрозумілі всім. Консервативний батько сімейства зі своїми постійними заборонами й правилами: «не виходити з печери», «нове — це завжди погано», «не переставати боятися»… Дочка-тінейджер, що протестує проти всього цього, яка шукає пригод і чогось нового. Одним словом — вічний конфлікт поколінь.

## Ролі озвучили
- Ніколас Кейдж — Груг Круд
- Емма Стоун — Гіп Круд
- Раян Рейнольдс — Малий
- Кетрін Кінер — Уга Круд
- Кларк Дюк — Тунк Круд
- Клоріс Лічмен — Грен
- Кріс Сандерс — лінивець Белт

## Виробництво
Про виробництво фільму під робочою назвою Пробудження Крудсів було анонсовано у травні 2005 року. Спочатку передбачалося, що його буде знято Aardman Animations, спільно з DreamWorks Animation, і має бути знято в режимі пластилінової анімації, але коли Aardman вирішила відмовитися від співпраці в січні 2007 року, права на фільм повністю повернулися до DreamWorks. 
Перші нариси сценарію були написані Джоном Клізом та Кірком Де Мікко та згодом переписані Крісом Сандерсом, який у березні 2007 року також був обраний режисером фільму. 
28 травня 2009 року DreamWorks оголосила, що назва фільму була змінена на його нинішню, а сценариста Кірка Де Мікко було обрано співрежисером.

## Екранізація
Світова прем'єра мультфільму відбулася на 63-му Міжнародному кінофестивалі У Берліні 15 лютого 2013 року, а в США 22 березня цього ж року. Сімейка Крудсів — перший мультфільм, показаний у форматі 4DX, що створює ефект присутності.

## Відеогра
Гра, заснована на фільмі була випущена 19 березня 2013 року, а мобільна гра на платформі Android випущена 14 березня.

## Український дубляж
Фільм дубльовано студією «Постмодерн» на замовлення компанії «Ukrainian Film Distribution» у 2013 році.
Режисер дубляжу — Костянтин Лінартович.
Звукорежисер — Олександр Козярук.
Перекладач — Олекса Негребецький.
Асистент режисера — Лідія Сахарова.
Менеджер проєкту — Ірина Туловська.
Ролі дублювали: Григорій Герман, Анастасія Чумаченко, Андрій Федінчик, Ірина Ткаленко, Валентина Гришокіна, Денис Капустін, Кирило Капустін.

## Саундтрек
Саундтрек до мультфільму Сімейка Крудсів був створений композитором Аланом Сільвестрі.
| № треку | Назва                       | Виконавець\Композитор | Тривалість |
| 1       | Prologue                    | Alan Silvestri        | 2:09       |
| 2       | Smash and Grab              | Alan Silvestri        | 4:10       |
| 3       | Bear Owl Escape             | Alan Silvestri        | 2:45       |
| 4       | Eep and the Warthog         | Alan Silvestri        | 3:53       |
| 5       | Teaching Fire to Tiger Girl | Alan Silvestri        | 1:55       |
| 6       | Exploring New Dangers       | Alan Silvestri        | 3:33       |
| 7       | Piranhakeets                | Alan Silvestri        | 2:24       |
| 8       | Fire and Corn               | Alan Silvestri        | 2:06       |
| 9       | Turkey Fish Follies         | Alan Silvestri        | 4:17       |
| 10      | Going Guys Way              | Alan Silvestri        | 3:15       |
| 11      | Story Time                  | Alan Silvestri        | 3:55       |
| 12      | Family Maze                 | Alan Silvestri        | 3:21       |
| 13      | Star Canopy                 | Alan Silvestri        | 2:08       |
| 14      | Grug Flips His Lid          | Alan Silvestri        | 1:44       |
| 15      | Planet Collapse             | Alan Silvestri        | 1:44       |
| 16      | We'll Die If We Stay Here   | Alan Silvestri        | 5:29       |
| 17      | Cave Painting               | Alan Silvestri        | 1:12       |
| 18      | Big Idea                    | Alan Silvestri        | 2:35       |
| 19      | Epilogue                    | Alan Silvestri        | 4:25       |
| 20      | Cave Painting Theme         | Alan Silvestri        | 2:53       |
| 21      | The Crood's Family Theme    | Alan Silvestri        | 5:54       |
| 22      | Cantina Croods              | Alan Silvestri        | 1:13       |
| 23      | Shine Your Way              | Owl City & Yuna       | 3:24       |

## Нагороди та номінації
- 2014 — номінація на премію «Енні» за найкращий мультфільм року.
- 2014 — 2 номінації на премію «Сатурн»: найкращий мультфільм та найкращі візуальні ефекти.
- 2014 — номінація на премію «Оскар» за найкращий анімаційний фільм.